# Atiša
Atiśa Dīpaṃkara Śrījñāna (bolgarsko অতীশ দীপংকর শ্রীজ্ঞান, latinizirano: otish dipônkor sriggan;  tibetansko: ཇོ་ བོ་ རྗེ་ དཔལ་ ལྡན་ ཨ་ ཏི་ །; kitajsko: 燃燈 吉祥智; pinjin: Rándēng Jíxiángzhì), bengalski budistični verski voditelj in učitelj z indijske podceline, * 982, † 1054. 
Bil je ena glavnih osebnosti, ki so širile mahajanski in vadžrajanski budizem v Aziji v 11. stoletju, hkrati je navdihnil tudi budistično misel od Tibeta do Sumatre. Priznan je kot ena največjih osebnosti klasičnega budizma in ena zadnjih velikih osebnosti indijskega budizma pred zatonom na podcelini. Medtem ko je bil budizem ta čas z ostalih delov Indije že večinoma izrinjen, je v Bengaliji doživel ponoven razcvet.

## Zgodnje življenje
Bikrampur, najverjetnejše mesto rojstva Atiśe, je bilo glavno mesto cesarstva Pala, saj je bilo starodavno kraljestvo jugovzhodne Bengalije. Čeprav natančna lokacija mesta ni prepričana, trenutno leži v okrožju Munshiganj v Bangladešu in še vedno velja za zgodnje središče budističnega kulturnega, akademskega in političnega življenja. Podobno kot Gautama Buddha, se je Atiśa rodil v kraljevo družino. Njegov oče je bil kralj, znan kot Kalyana Shri, mati pa Shri Prabhavati. Eden od treh kraljevih bratov, Atiśa, je bil v svojem zgodnjem življenju znan kot Candragarbha. Pravzaprav je ime Atiśa dobil šele takrat, ko je odpotoval v Guge in srečal kralja Jangchup Ö. 

## Izobrazba in učenje
Po tibetanskih virih  se je Atiśa pri osemindvajestih letih posvetil študiju zgodnje budistične šole Mahāsāṃghika in študiral skoraj vse budistične in ne-budistične šole svojega časa, vključno z nauki vaišnavizma, šivaizma, tantričnega hinduizma in drugih praks. Študiral je tudi 34 vrst umetnosti, glasbe in umetnosti logike ter te študije opravljal do dvaindvajsetega leta starosti. Med številnimi budističnimi šolami, ki jih je preučeval in prakticiral, so bile glavne tri:

- zgodnja jogačara Asange in njegovega učenca Vasubandhuja;
- šola srednje poti (madhjamaka) Nagardžune in njegovega komentatorja Čandrakirtija ter
- zgodnje tantrični budizem Tilope in Naropa.Po tradiciji naj bi imel Atiśa več kot 150 učiteljev, eden ključnih je bil Dharmakīrtiśrī.

## Pridiganje na Sumatri in v Tibetu
Tibetanski viri trdijo, da je Atiśa preživel 12 let na Sumatri, kjer se je takrat raztezalo pomorsko cesarstvo Cesarstvo Srividžaja in se vrnil v Indijo leta 1025 pr. n. št, kar je bilo isto leto, ko je Radžendra Čola I iz indijskega cesarstva Čola napadel Sumatro. Atiśa se je vrnil v Indijo. Po vrnitvi je vedno bolj izobražen menih bil deležen veliko pozornosti zaradi svojih naukov in veščin razprave ter filozofije. Ob treh ločenih priložnostih je Atiśa zmagal v disputih z ne-budističnimi učenjaki. Ko je prišel v stik s tistim, kar se mu je zdela zavedena ali poslabšana obliko budizma, je hitro in učinkovito izvedel reforme. Kmalu je bil imenovan za rektorja budistične univerze Vikramašila, druge po pomembnosti za Nalando.
Atiśina vrnitev iz Suvarnabhumija, kjer se je šolal pri Dharmakīrtiśrīju, je sovpadel z zadnjim razcvetom budistične kulture in prakticiranja budizma, v mnogih pogledih labodji spev indijskega budizma pred zatonom. V mnogih pogledih je Atiśin vpliv prispeval k temu zadnjemu razcvetu budističnega učenja, ki se je iz Bengalije razširilo v Tibet. Po tibetanskih tradicionalnih pripovedih je tibetanski kralj Langdarma preganjal budiste. Po delu Modri Anali je novi kralj Yeshe-Ö iz zahodnotibetanskega kraljestva Guge, je poslal nekaj svojih učenjakov v Bengalijo, da se naučijo in prevedejo nekaj sanskrtskih budističnih besedil. Med temi akademiki je bil tudi Nakco, ki so ga na koncu poslali v Vikramašilo, da bi študiral sanskrt in izrazil prošnjo Atiši, da bi v Tibetu razširil budizem. Na potovanju z Nakco in Gya Lōtsawom je Atiśa potoval skozi Nepal na poti v Tolung, glavno mesto kraljevine Purang. Na poti naj bi se srečal z Marpo Lōtsawa. Tri leta je preživel v Tolungu in svoje učenje združil v svoje najvplivnejše znanstveno delo Bodhipathapradīpa ali Svetilka za pot do razsvetljenja. Kratko besedilo v sedeminsedemdesetih verzih prikazuje celotno budistično pot v smislu treh nosilcev: Hīnayāna, Mahāyāna in Vajrayāna in je postalo vzor nadaljnjim besedilom v žanru Lamrim ali Koraki poti. Tu se je Atiśa srečal z Dromtönom, ki je postal njegov glavni učenec, ki velja za vršitelja kasnejših etičnih standardov razmnoževanja in za nosilca tantrične šole Atiśe.
Tibetanski učenjak iz 19. stoletja Jamgon Kongtrul, da je Atiśa zaslužen za ohranitev razvoj vadžrajane, ki je postala skoraj sinonim za tibetanski budizem, medtem ko je na indijski podcelini bila obsojena na propad in dobesedno iztrebljenje.
Glavni učenec Atiśe, Dromtön, je bil ustanovitelj kadamske šole - ene izmed novih prevajalskih šol tibetanskega budizma, ki jo je kasneje v 14. stoletju izpodrinila geluška tradicija.

## Dela
Atiśina najpomembnejša dela so sledeča:
•	Bodhipathapradīpa, 
•	Bodhipathapradipapanjikanama, 
•	Charyasamgrahapradipa (vsebuje kirtanške verze, ki jih je spesnil Atiša),
•	Satyadvayavatara, 
•	Bodhisattvamanyavali, 
•	Madhyamakaratnapradipa, 
•	Mahayanapathasadhanasangraham, 
•	Shiksasamuccaya Abhisamya, 
•	Prajnaparamitapindarthapradipa, 
•	Ekavirasadhana, 
•	Vimalaratnalekha (sanskrtsko pismo Nayapalu, kralju Magadhe).